# Smilax loheri
Smilax loheri är en enhjärtbladig växtart som beskrevs av Elmer Drew Merrill. Smilax loheri ingår i släktet Smilax och familjen Smilacaceae. Inga underarter finns listade.